# Léon Eugène Bérard
Léon Eugène Bérard (* 17. Februar 1870 in Morez (Jura); † 2. September 1956 in Lyon) war ein französischer Chirurg, Onkologe und Professor für Chirurgie an der Universität Lyon.

## Leben
Bérard stammt aus einer Apotheker-Familie. Er war der Bruder von Victor Bérard.
Nach seinem Medizinstudium an der Universität Lyon schloss er 1896 die Promotion ab. Zwei Jahre später erhielt er die Agrégation in Chirurgie und wurde 1901 Chirurg im Krankenhaus von Lyon. Im Jahr 1914 wurde er Professor für Chirurgie und leitete von 1923 bis 1940 das Krebszentrum von Lyon, welches später zu seinen Ehren Centre Léon-Bérard getauft wurde.
Er war einer der Ersten der Radium als Behandlungsmethode gegen Gebärmutterhalskrebs und Krebs der Mundschleimhaut einsetzte.
Zwischen 1946 und 1956 war er korrespondierendes Mitglied der Académie des sciences.

## Auszeichnungen
- Commandeur de la Légion d’honneur
- Croix de guerre
- Médaille militaire

## Veröffentlichungen
- Contribution à l'anatomie et à la chirurgie du goître : parallèle entre la thyroïdectomie partielle, les énucléations et l'exothyropexie, 1896 (unter der Leitung von Antonin Poncet)
- Traité clinique de l'actinomycose humaine, pseudo-actinomycose et botryomycose, 1899 (mit Antonin Poncet)
- Cancer de l'oesophage, 1927 – (dt. Krebs der Speiseröhre)
- Affections chirurgicales du corps thyroïde, 1929 – (dt. Chirurgische Krankheiten der Schilddrüse)[3]